# Rörtjärnen (Lits socken, Jämtland)
Rörtjärnen är en sjö i Östersunds kommun i Jämtland och ingår i Indalsälvens huvudavrinningsområde.